# Christophe Béchu

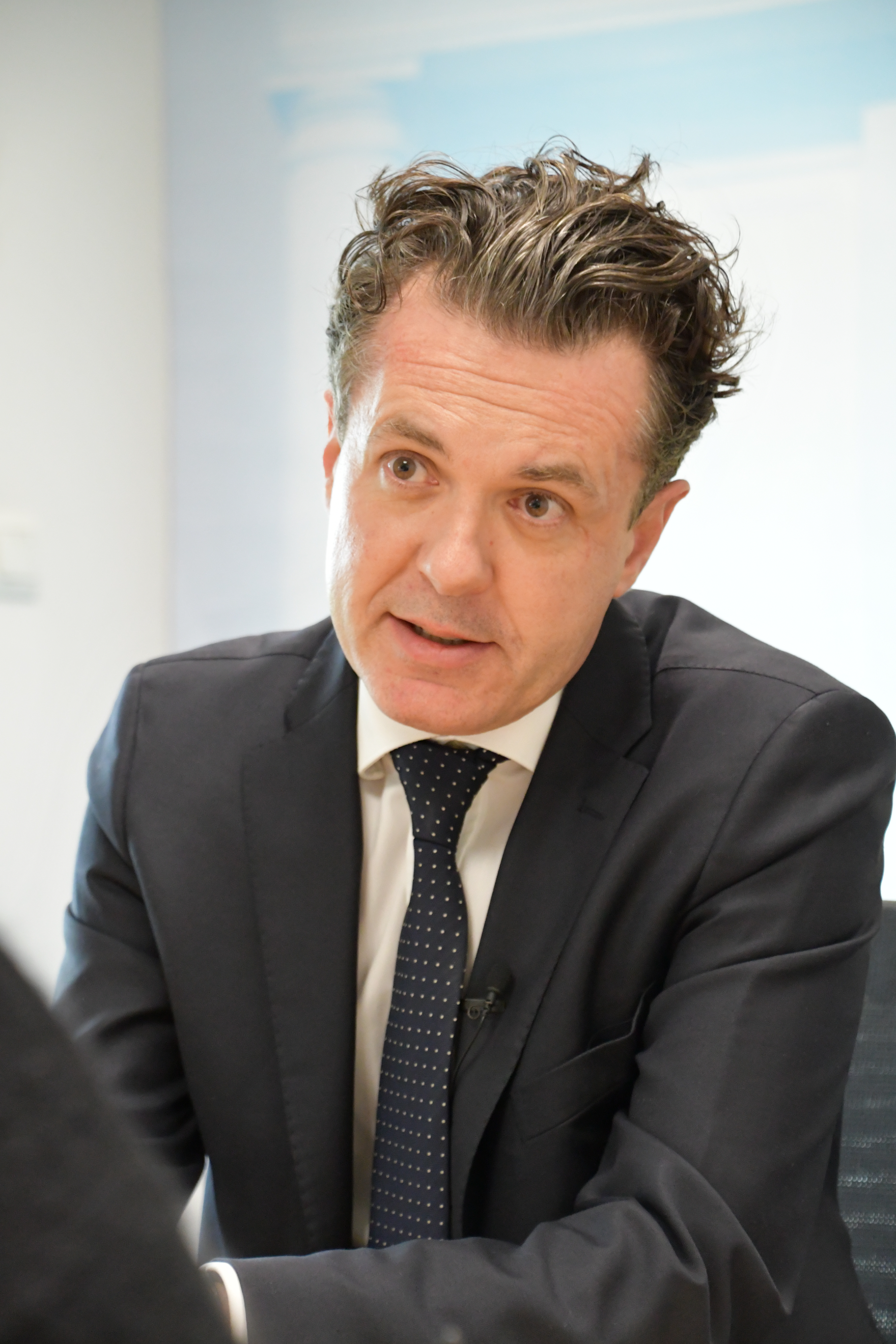
Christophe Béchu, 2020

Christophe Béchu (* 11. Juni 1974 in Angers) ist ein französischer Politiker der Partei Horizons. Er ist seit 2014 Bürgermeister von Angers. Er war von Juli 2022 bis September 2024 Minister für den ökologischen Übergang und den territorialen Zusammenhalt. Von 2009 bis 2010 war er Mitglied des Europäischen Parlaments und von 2011 bis 2017 französischer Senator.

## Leben
Béchu absolvierte das Institut d’études politiques de Paris (Sciences Po) und studierte anschließend Rechtswissenschaften an der Universität Angers, wo er mit einem DEA im öffentlichen Recht sowie einem DESS im kommunalen Gesundheits- und Sozialrecht abschloss. Ab 2000 leitete er ein Beratungsunternehmen für Telekommunikation.
Seine politische Karriere begann Béchu mit 21 Jahren, als er in den Gemeinderat der Kleinstadt Avrillé, einem Vorort von Angers im Département Maine-et-Loire, gewählt wurde. Für Marc Laffineur, der zugleich Bürgermeister von Avrillé und Abgeordneter in der Nationalversammlung war, arbeitete er ab 1998 sowohl als Beigeordneter für Kommunikation als auch als Parlamentarischer Mitarbeiter. Wie Laffineur trat er in die rechtsliberale Partei Démocratie libérale ein, die 2002 in der Mitte-rechts-Sammelpartei Union pour un mouvement populaire (UMP) aufging. Als Vertreter des Wahlkreises Kanton Angers-Nord-Ouest wurde Béchu 2001 in den Generalrat des Départements Maine-et-Loire und 2004 zum Präsidenten des Generalrats gewählt, dem er bis 2014 vorstand.
Bei der Kommunalwahl 2008 bewarb er sich um das Bürgermeisteramt von Angers, unterlag aber in der Stichwahl mit 49,4 Prozent knapp dem sozialistischen Amtsinhaber Jean-Claude Antonini. Bei der Europawahl 2009 gewann Béchu im Wahlkreis Westfrankreich einen Sitz im Europäischen Parlament, dem er bis Jahresende 2010 angehörte. Er saß dort in der christdemokratischen EVP-Fraktion und war Mitglied im Ausschuss für Landwirtschaft und ländliche Entwicklung. Bei der Regionalwahl 2010 in Pays de la Loire war Béchu Spitzenkandidat der UMP und ihrer Verbündeter; es gewann dort aber, wie in den meisten Regionen, das linke Lager. Von Oktober 2011 bis Oktober 2017 vertrat er das Département Maine-et-Loire im französischen Senat. Bei der Kommunalwahl 2014 gewann Béchu mit 54,4 Prozent im zweiten Wahlgang und ist seither Bürgermeister der Stadt Angers.
Seit dem zweiten Wahlgang der Präsidentschaftswahl 2017 unterstützt Béchu Emmanuel Macron. Nachdem seine Partei, die sich inzwischen in Les Républicains (LR) umbenannt hatte, jede Zusammenarbeit mit dem Präsidenten ablehnte, trat Béchu im Dezember 2017 aus der Partei aus. Anschließend stand er Macrons Partei La République en marche (LREM) nahe, ohne jedoch formal Mitglied zu sein, und galt daher als Divers droite. Bei der Kommunalwahl 2020 wurde er sowohl von LREM als auch LR sowie kleineren Mitte-rechts-Parteien unterstützt und mit deutlicher Mehrheit als Bürgermeister bestätigt. Im Oktober 2021 trat er der neuen Partei Horizons des Bürgermeisters von Le Havre und ehemaligen Premierministers Édouard Philippe bei, die den konservativen Flügel der Macron-Unterstützer bildet. Bei der Gründungsversammlung der Partei wurde Béchu zum Generalsekretär dieser Partei gewählt.
Bei der Bildung des Kabinetts Borne im Mai 2022 ernannte Präsident Macron Béchu zum beigeordneten Minister für die Gebietskörperschaften, eine Zuständigkeit, die teils dem Innenministerium, teils dem Ministerium für den ökologischen Übergang und den territorialen Zusammenhalt zugeordnet war. Nachdem die Ministerin Amélie de Montchalin bei der Parlamentswahl im Juni 2022 ihr Wahlkreismandat verloren hatte und zurücktreten musste, übernahm Béchu bei der anschließenden Kabinettsumbildung selbst die Leitung des Ministeriums für Umwelt, Verkehr, Raumplanung und Wohnungsbau. Er amtierte bis September 2024.
Béchu ist verheiratet und hat drei Kinder.